# Leolo
Leolo (Léolo) è un film del 1992 diretto da Jean-Claude Lauzon.
Fu presentato in concorso al Festival di Cannes 1992.

## Riconoscimenti
- 1992 - Semana Internacional de Cine de Valladolid
  - Espiga de oro